# Poul Knudsen
Poul Knudsen (født 25. september 1951 i Randers), var en dansk bokser, der som professionel boksede som mellemvægter.

## Amatørkarriere
Poul Knudsen var en talentfuld amatørbokser, der boksede for bokseklubben Randers AC. Han vandt det jyske og danske mesterskab i mellemvægt i 1972 og opnåede bronze ved de nordiske mesterskaber, der det år blev afholdt i København. Samme år blev deltog han i europamesterskaberne for juniorer i Bukarest, hvor han vandt sølv, da han tabte finalen til den stærke russer Lemieszev. 
Senere på året blev Poul Knudsen udtaget til Sommer-OL 1972, der blev afholdt i München. Ved OL i München vandt Poul Knudsen sin første kamp mod William Peets fra U.S. Virgin Islands 5-0, men tabte i kvartfinalen 2-3 til ghaneseren Prince Amartey. Poul Knudsen fortsatte amatørkarrieren efter OL, og vandt igen det jyske og danske mesterskab i 1973. Senere i 1973 deltog Poul Knudsen ved EM for amatører, der blev afholdt i Beograd i det daværende Jugoslavien. Ved EM vandt Poul Knudsen sin første kamp over tyrken Nazif Kuran, men tabte i kvartfinalen til polakken Stachurski med dommerstemmerne 5-0. 
Efter EM skrev Poul Knudsen som knap 22-årig skrev kontrakt med Mogens Palle.

## Professionel karriere
Forventningerne til Poul Knudsen var på forhånd store, og Knudsen blev af sportspressen udråbt som Tom Bogs’ efterfølger. Som modstander i Knudsens første professionelle kamp fandt Mogens Palle italieneren Mario Coiro, der med 1 sejr i sine foregående 14 kampe ikke skuffede, da han blev slået ud i første omgang af den unge Poul Knudsen. 
Knudsen fortsatte sejrstimen over yderligere syv boksere, inden han den 4. april 1974 blev matchet mod dansk boksnings ”onde ånd” Bunny Sterling fra Jamaica, der tidligere havde vundet over Tom Bogs i 1971 og måneden inden over Tom Jensen. Sterling havde kort forinden holdt titlen som britisk mester og havde tidligere holdt det britisk imperiale mesterskab og kæmpet om europamesterskabet i mellemvægt. Bunny Sterling var for stor en mundfuld for Poul Knudsen, der tabte på point. 
I sin næste kamp den 29. maj 1974 blev Poul Knudsen matchet mod den langt mere uskadelige amerikaner Charlie Small, der havde bokset sine tidligere 15 kampe i England. Small leverede en overraskelse, da han i KB Hallen slog Poul Knudsen ud allerede i første omgang. Knudsen fik revanche tre måneder senere, da han stoppede Small i tredje omgang. 
På trods af skuffelserne jagtede Poul Knudsen fortsat en EM-kamp, og på vejen hertil blev Knudsen i sin næste kamp matchet mod Juarez de Lima, der tidligere havde slået Tom Bogs. Knudsen vandt på point over 10 omgange, og allerede i den næste kamp ventede den særdeles rutinerede amerikaner Denny Moyer. Denny Moyer var dengang 35 år og havde 135 professionelle kampe. Moyer var tidligere verdensmester i let-mellemvægt, og havde vundet det Nordamerikanske mesterskab i letmellemvægt og mellemvægt. Herudover havde han bokset om VM i mellemvægt 2 gange, den ene mod Carlos Monzon, og om VM i weltervægt. Herudover havde Moyer sejre over Sugar Ray Robinson, Emile Griffith og Benny "Kid" Paret, og havde mødt en stribe tidligere og kommende verdensmestre. Aldersforskellen viste sig dog for stor, og Poul Knudsen vandt kampen mod Moyer, der fandt sted den 21. november 1974 i KB Hallen. 
Poul Knudsen boksede herefter et par kampe i udlandet, og blev herefter matchet mod englænderen Larry Paul i en kamp den 6. maj 1975 i Holstebro Hallen. Larry Paul var tidligere indehaver af det britiske mesterskab i letmellemvægt, men havde dog tabt titlen til den kommende verdensmester Maurice Hope på knockout, og havde tillige tabt til en anden kommende verdensmester, Alan Minter. Larry Paul havde dog ingen problemer med at stoppe Poul Knudsen i 2. omgang af kampen. 
Sportspressen begyndte at tvivle på Poul Knudsens muligheder for nogensinde at få en titelkamp, men Poul Knudsen vandt de næste par kampe, og det lykkedes Mogens Palle at få arrangeret en titelkamp den 19. november 1976 om europamesterskabet i mellemvægt mod italieneren Germano Valsecchi i Randers Hallen. Meget stod på spil for både Poul Knudsen og Mogens Palle på dette tidspunkt. For Poul Knudsen ville karrieren se sort ud, hvis han tabte, og for Mogens Palle ville et nederlag betyde, at hans forretning var uden et klassenavn, da Bogs havde stoppet, og da det var klart for sportspressen, at 33-årige Jørgen Hansen var tæt på at være færdig, og at de unge navne Hans Henrik Palm og Ayub Kalule ikke endnu var klar til de helt store opgaver. 
Poul Knudsen inkasserede sit 4. nederlag i karrieren, da Valsecchi slog ham ud i 7. omgang, og han måtte se EM-drømmen briste. Knudsen boksede aldrig siden. 
Han opnåede 22 kampe, hvoraf de 18 blev vundet (9 før tid) og 4 tabt (3 før tid).